# Brita Dahlström
Hillevi Brita Marianne Dahlström, (senare Nygren), född 11 december 1918 i Stockholm, död 12 december 1987 i Vaxholm, var en svensk målare. Hon var gift med ingenjören Ivar Toll.
Dahlström studerade konst för Carl Deelsbo vid Deels konst och reklamskola i Stockholm samt under studieresor till Frankrike. Separat har hon ställt ut i Lindesberg.
Hennes konst består av stilleben och figurtavlor. Hon signerade sina verk Brii D eller med Brita Toll.